# Antirazzismo

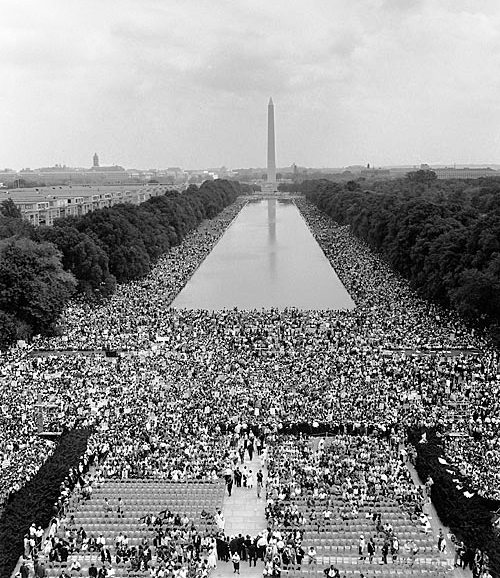
La marcia su Washington del 28 agosto 1963, durante la quale Martin Luther King tenne il suo celebre discorso I have a dream

L'antirazzismo è un tipo di politica che contrasta le dottrine e le pratiche del razzismo. I gruppi e movimenti che aderiscono a una politica antirazzista cercano di contrastare ogni forma di pregiudizio razziale, tra cui il razzismo istituzionale e l'oppressione dei gruppi razziali all'interno delle comunità. Chi si oppone al razzismo vuole permettere a tutti di avere pari opportunità a livello individuale e sistemico. L'antirazzismo è anche una forma di filosofia che mira a riconoscere e comprendere i privilegi personali e affrontare i sistemi di discriminazione razziale e/o lavorare per cambiare i pregiudizi razziali personali.
L'antirazzismo si è organizzato intorno a veri e propri movimenti, come ad esempio Black Lives Matter, e ha portato alla nascita di iniziative per difendere le persone da ogni forma di pregiudizio razziale sul posto di lavoro.

## Impatto culturale
L'egualitarismo ha funto da catalizzatore per i movimenti a favore del femminismo, così come quelli contro le guerre e l'imperialismo. Lo conferma ad esempio il filosofo Henry David Thoreau, il quale temeva che la guerra tra Messico e Stati Uniti (1846-1848) fosse scoppiata come mero pretesto per permettere agli Stati Uniti di estendere il suo mercato degli schiavi in altri territori. Tale teoria è riportata nel suo celebre saggio Disobbedienza civile (1849) che ispirò il Mahatma Gandhi a intraprendere le sue campagne contro gli inglesi in India. A sua volta, Gandhi ispirò il movimento per i diritti civili degli afroamericani.

Come scrive James W. Loewen in Lies My Teacher Told Me:

## Controversie
Il politico britannico Peter Hain e alcuni vescovi cattolici accusarono il dittatore dello Zimbabwe Robert Mugabe di aver usato della retorica antirazzista e anticolonialista per confiscare delle terre di proprietari privati bianchi promettendo che l'avrebbe distribuita ai neri. Nonostante ciò, qualcuno riporta che "i coloni bianchi, che una volta occupavano quella conosciuta un tempo come Rhodesia, sono stati soppiantati da un'élite nera altrettanto abusiva."